# Eleutherodactylus eneidae
Eleutherodactylus eneidae је водоземац из реда жаба (Anura).

## Угроженост
Ова врста је крајње угрожена и у великој опасности од изумирања.

## Распрострањење
Ареал врсте је ограничен на једну државу. 
Порторико је једино познато природно станиште врсте.

## Станиште
Станиште врсте су шуме.